# Hotel Al Deira
El hotel Al Deira es un hotel de playa situado en Gaza. Fue construido en 2000 y dispone de 22 habitaciones con techos altos abovedados y vistas al mar Mediterráneo. El hotel es utilizado habitualmente por periodistas extranjeros que cubren la actualidad de la Franja de Gaza.
La arquitectura de este hotel boutique, construido en torno a un patio interior, tiene una «elegancia otomana». El estilo mezcla la arquitectura tradicional marroquí y árabe con influencias del diseño moderno. Está construido con ladrillos de barro secados al sol de color marrón oscuro, con arcos blancos, techos abovedados y cúpulas, y muebles hechos a mano. El arquitecto fue Rashid Abdel Hamid. Anteriormente, fue propiedad de Khaled Abdel Shafi, empleado del PNUD, y del arquitecto Rashid Abdel Hamid. En 2015 se hizo cargo una nueva dirección.
El hotel ha recibido varias críticas muy positivas en la revista Time, del periodista británico Alan Johnston y de Lonely Planet, que describe el Al Deira como «elegante, con estilo y bien dirigido» y «sin duda el mejor hotel de la ciudad».
En 2010, los embajadores de buena voluntad de la ONU Mia Farrow y el actor egipcio Mahmoud Kabil visitaron el hotel.
El 16 de julio de 2014, cuatro niños murieron por el impacto de cohetes israelíes mientras jugaban al fútbol en la playa a las afueras del hotel. El personal del hotel trasladó a los heridos al restaurante. Varios periodistas extranjeros se alojaban en el hotel y fueron testigos de la matanza.